# Still Ballin
«Still Ballin» es el segundo sencillo póstumo de 2Pac del álbum Better Dayz. Es la segunda parte de "Str8 Ballin" del álbum Thug Life Vol. 1. La canción está producida por Nitti e incluye la colaboración del rapero Trick Daddy. 
Un remix de "Still Ballin'" fue realizado por DJ Fatal en el que incluye los versos de la versión original de Tupac y Kurupt. Dos de los versos de la versión original están incluidos en el remix de la canción "How We Do" de The Game. Otro remix fue hecho por InsurgencyMusic. "Still Ballin'" alcanzó el puesto #31 en la lista Billboard Top R&B/Hip-Hop Singles & Tracks, el #15 en la Billboard Hot Rap Tracks, el #24 en la Billboard Rhythmic Top 40 y el #69 en la Billboard Hot 100.

## Lista de canciones
1. «Still Ballin'» (Versión limpia)
2. «Still Ballin'» (Instrumental)